# Riukojåkka
De Riukojåkka is een (berg)beek die stroomt binnen de Zweedse gemeente Kiruna. De beek ontstaat op de hellingen van de bergen Nuortap Juovvatjåkka (658 meter hoog) en Arjep Juovvatjåkka (683 meter hoog). De beek stroomt naar het oosten weg. Ze is een zijrivier van de Pulsurivier en is circa 10 kilometer lang. Ze stroomt de Pulsurivier in vlak voordat deze opgaat in de Lainiorivier.
Afwatering: Riukojåkka → Pulsurivier → Lainiorivier → Torne → Botnische Golf